# Долина Канне

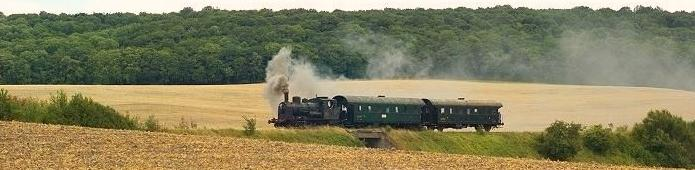
Историческая железная дорога долины Канне под Вижи.

Доли́на Канне́ (фр. Vallée de la Canner) - природный лесной регион на северо-востоке Франции в департаменте Мозель. Занимает площадь 55,5 км2 вдоль реки Канне.

## Достопримечательности
- Руины аббатства Виллер-Беттнаш.
- Замок Омбур-Бюданж.
- Ферма в Нёделанж

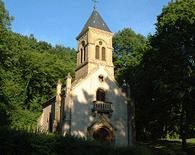
Часовня Нотр-Дам-де-Раба.

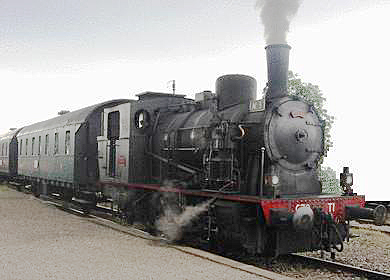
Локомотив Круппа на железной дороге долины Канне.

- Часовня Нотр-Дам-де-Раба: притвор в романском стиле XI века, хоры 1416 года. Расположена в окрестностях Вижи. В одной из булл римский папа Урбан II пишет о постройке часовни Раба императором Шарлеманем.[2]
- Туристическая железная дорога долины Канне с отправным пунктом в Вижи.

Кроме этого в долине Канне находятся многочисленные археологические памятники и придорожные кресты, представлена типичная сельская архитектура региона.

## Природа
- Долина Канне представлена обширными лесными массивами. Особенно распространены буковые леса, папоротники, дуб, граб и ясень.
- Природоохранная зона, представлены многочисленные виды птиц.[3]

## Коммуны
В долине Канне расположены следующие коммуны:
- Омбург-Бюданж
- Абонкур
- Беттеленвиль
- Шарлевиль-су-Буа
- Эберсвиллер
- Кеданж-сюр-Канне
- Люттанж
- Мецереш
- Сен-Юбер
- Вижи
- Ври

## Гидрография
Канне, приток реки Мозель.